# Hekendorp

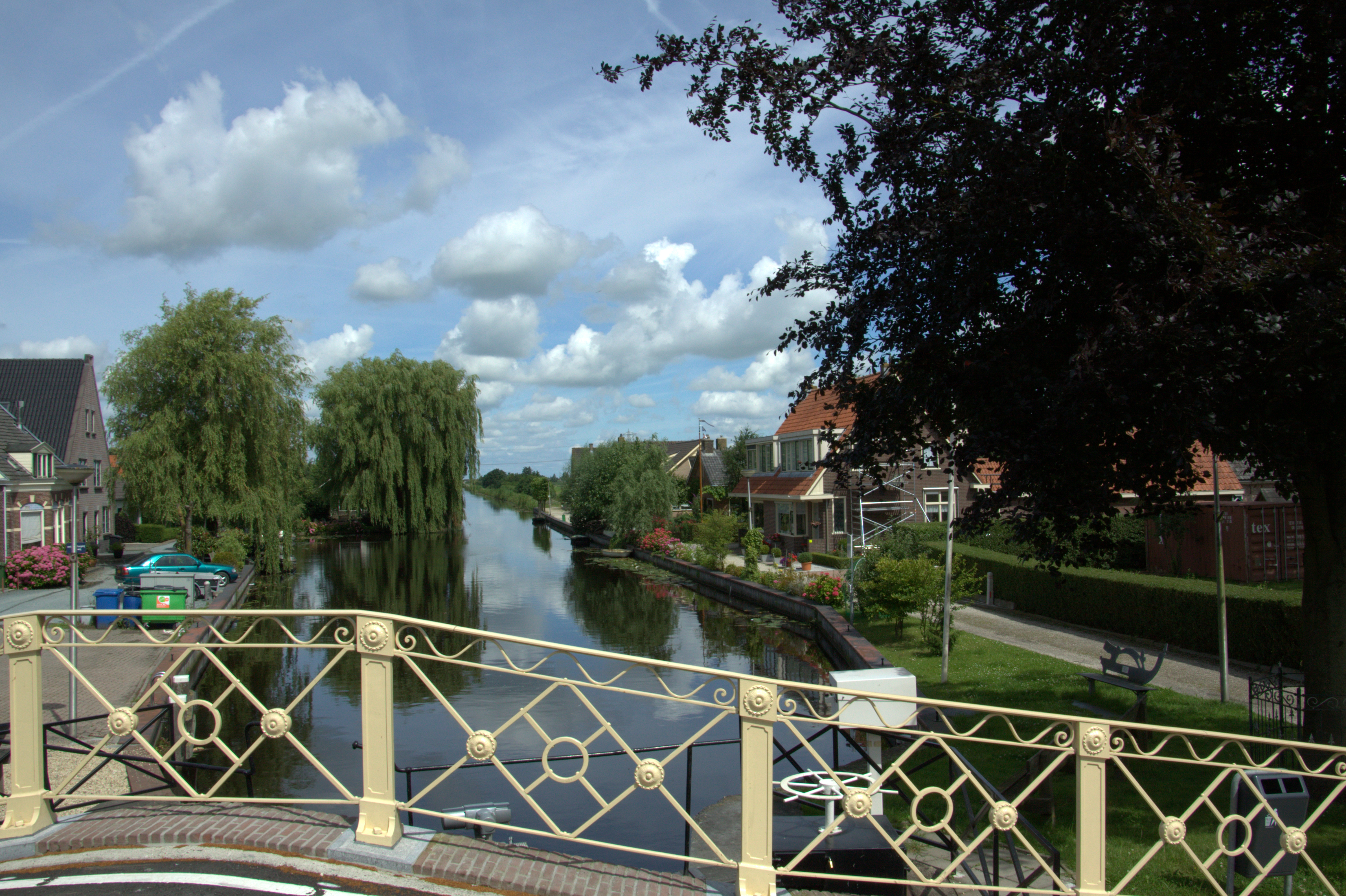

Hekendorp est un village situé dans la commune néerlandaise d'Oudewater, dans la province d'Utrecht. Le 1er janvier 2011, le village comptait 705 habitants.

## Histoire
Hekendorp a été une commune indépendante jusqu'au 1er février 1964, quand elle fusionne avec Papekop, Waarder et Lange Ruige Weide pour former la nouvelle commune de Driebruggen. En 1989, Driebruggen est rattaché à Reeuwijk ; à cette occasion, Hekendorp en est détaché et rattaché à Oudewater, passant à la province d'Utrecht.